# A Raposa e o Corvo

A Raposa e o Corvo é um desenho animado produzido em 1941 por Frank Tashlin para a Screen Gems. baseado na banda desenhada Li'l Abner de Al Capp.